# Ruiny kostela v Trzęsaczi
Ve vesnici Trzęsacz (německy Hoff) v okrese Gryfice v Západopomořanském vojvodství v severozápadním Polsku leží ruiny kostela z 15. století. Kostel byl původně vybudován 2 km od moře. Voda však postupně erodovala břehy tak, že se pobřeží dostalo až ke kostelu, který se postupně propadá do moře. Poslední bohoslužby se v kostele odehrály v srpnu 1874, pak byla budova vyklizena a ponechána svému osudu. Dnes (2018) zůstal stát jen fragment jižní zdi z červených cihel.

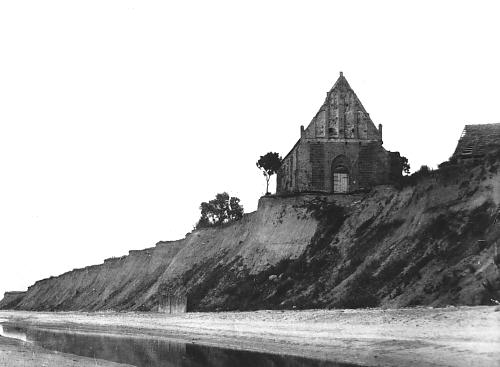
Kostel v roce 1870
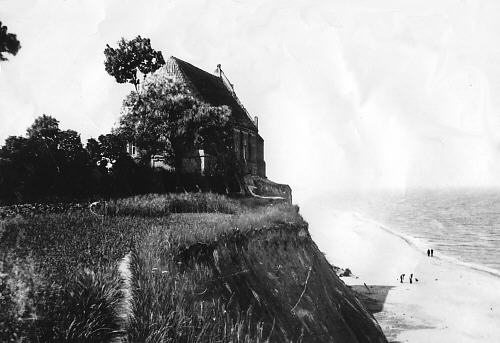
Kostel v roce 1870
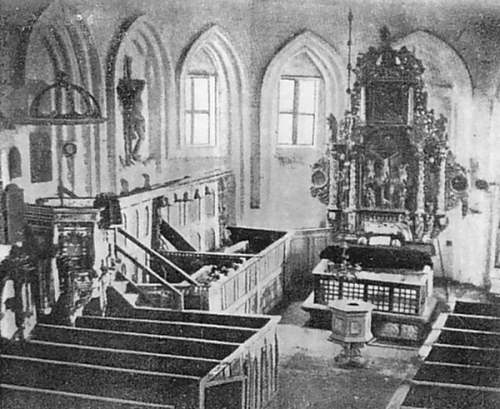
Interiér kostela v roce 1870
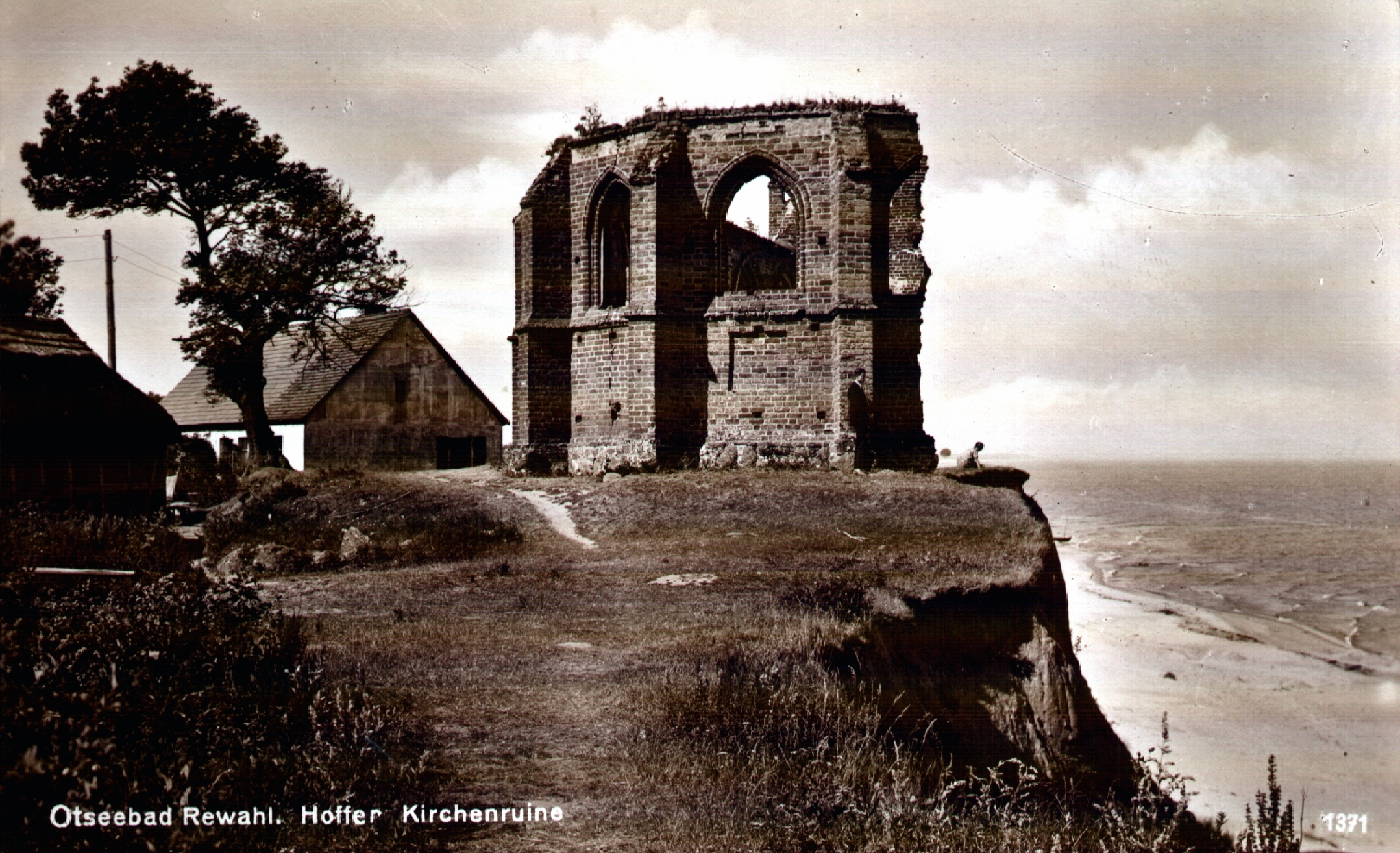
Stav v roce 1930
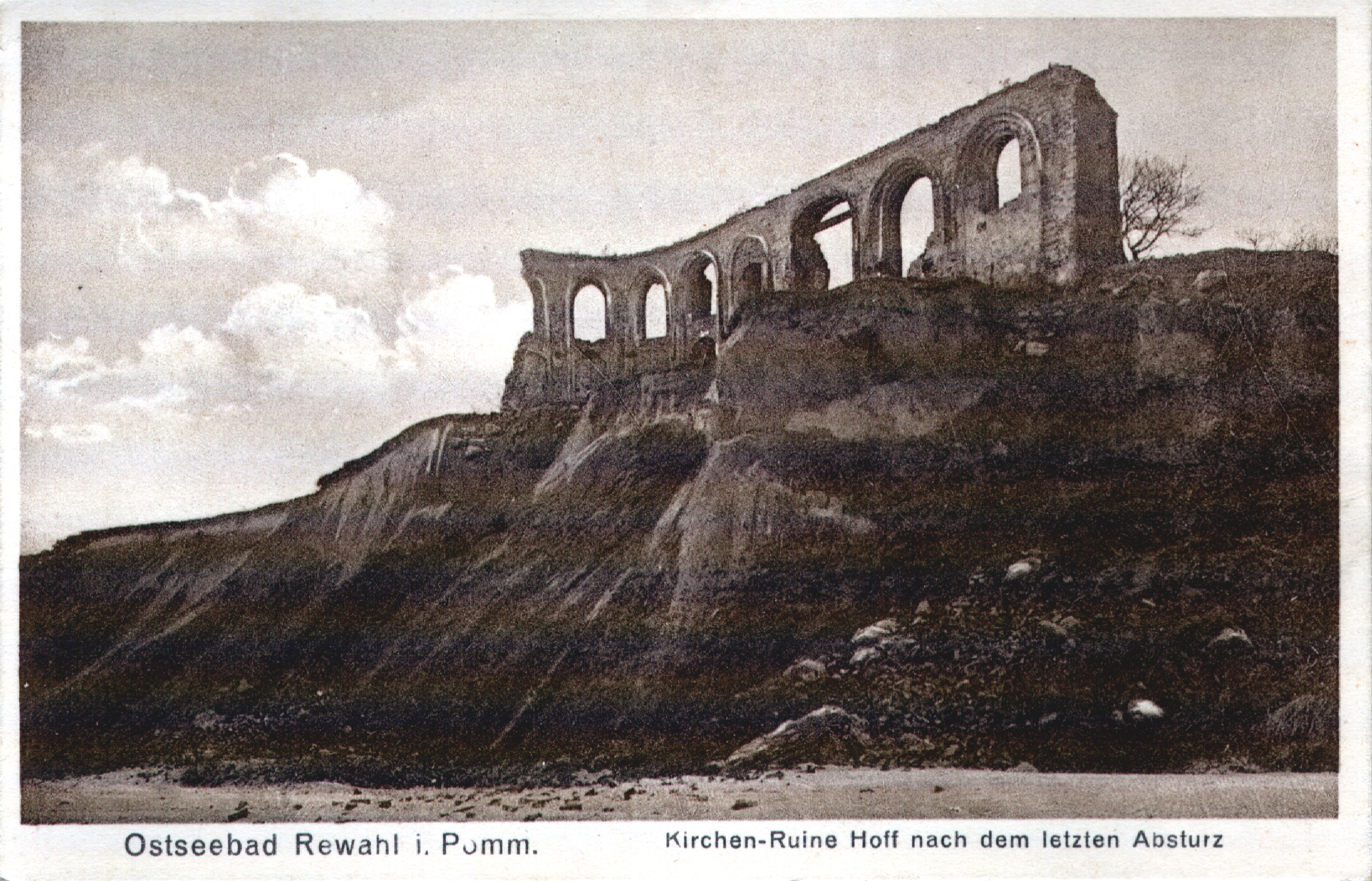
Pohled od moře
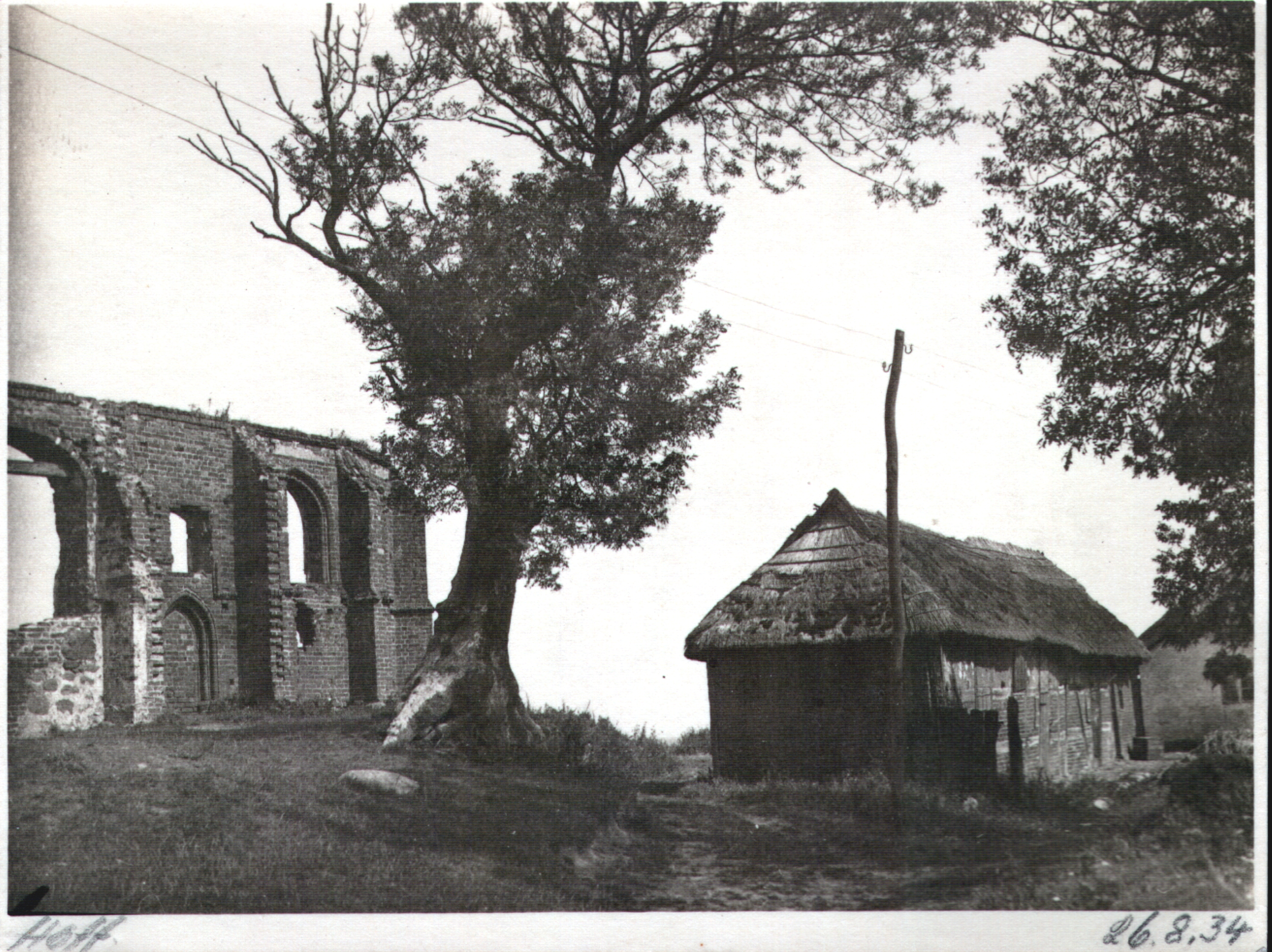
Ruiny v roce 1934
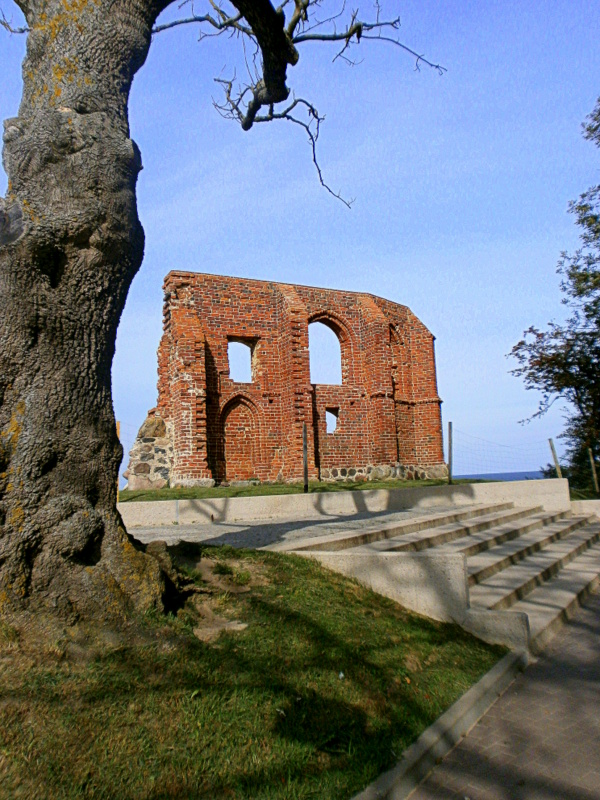
Ruiny kostela v roce 2012
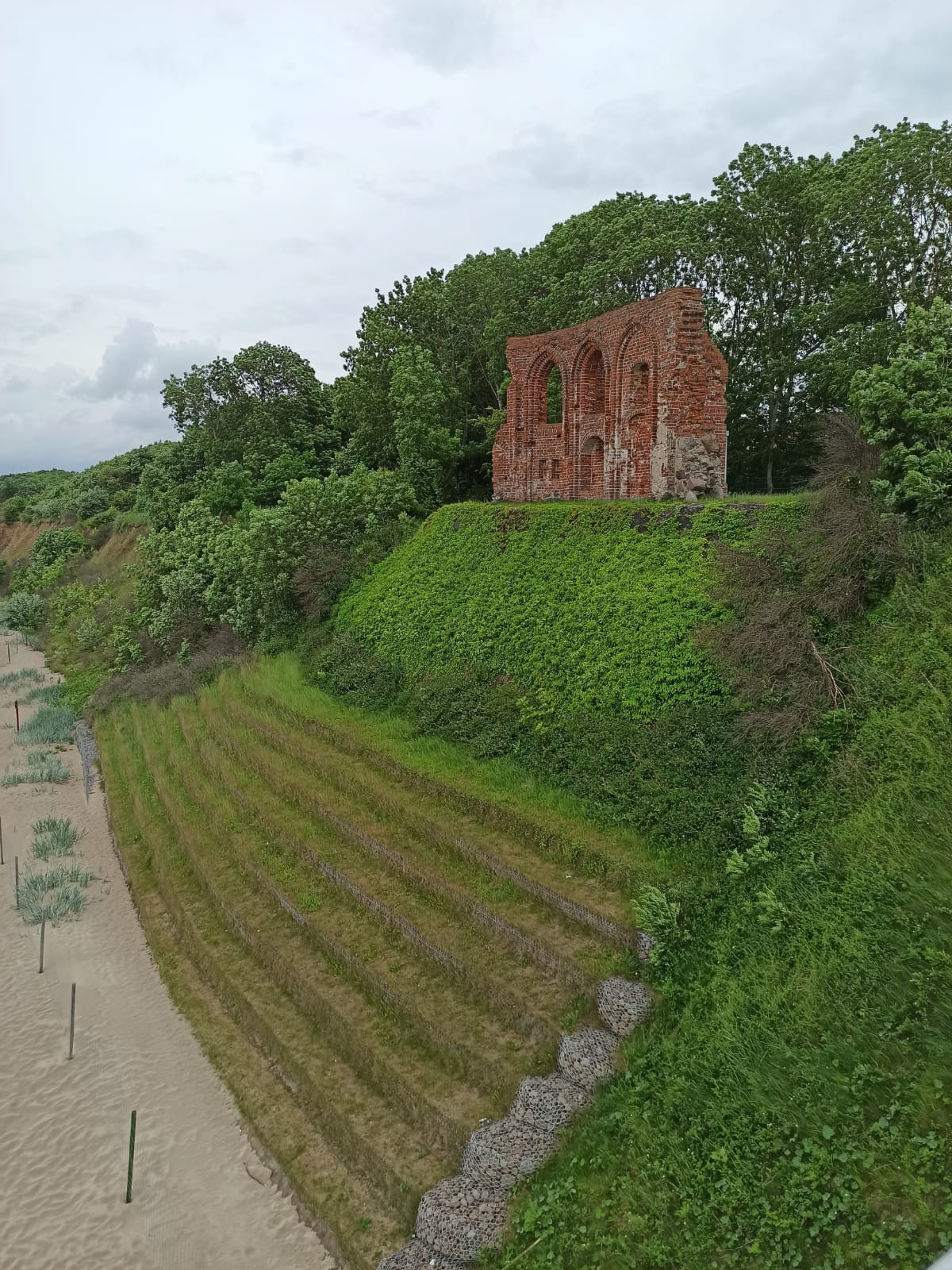
Ruiny kostela v roce 2021